# Joseph Lanner
Joseph Franz Karl Lanner, född 12 april 1801 i Wien, död 14 april 1843 nära Wien, var en österrikisk musiker och tonsättare.

## Biografi
Lanner var tillsammans med Johann Strauss den äldre skapare av den äkta wienervalsen. Han hade dock en mjukare och mer vemodig stil än Strauss dansanta och temperamentsfulla.
Lanner började komponera danser för en amatörkvartett, i vilken han själv spelade violin och Johann Strauss den äldre viola och vilken sedan utvecklade sig till en hel orkester, som satte Wien och de österrikiska provinsstäderna i förtjusning med sina valser, polkor, ländler, galopper med mera. Lanner är den verklige skaparen av wienervalsen. Strauss trädde i hans fotspår. En samlad upplaga av Lanners valser utgavs 1889.